# 本間理紗
本間 理紗 （ほんま りさ、1990年4月16日 - ）は、日本の女優。東京都出身。所属事務所は、ムーン・ザ・チャイルド→マナセプロダクション。東京都立九段高等学校卒業、日本大学文理学部物理学科中退。
舞台女優としての活動が主だが、雑誌、CMなどのモデルも多くこなしている。

## エピソード
- 2011年12月に放送された「日立 世界・ふしぎ発見!」（TBS）に、ミステリーハンターとして初出演した際、ブログでGoogleの急上昇ワード1位になったと歓喜し、ファンからのコメントに対し、「胸は実はDあります（笑）｣ともコメントを残している。

## 主な出演作品

### テレビドラマ
- 火曜サスペンス劇場 六月の花嫁・偽りのドレス （2004年6月22日、日本テレビ）
- ブログ社会の落とし穴 （2006年8月4日、NHK教育） - 菅原涼子 役
- ヤスコとケンジ（2008年7月 - 9月、日本テレビ） - 真央 役
- とめはねっ! 鈴里高校書道部（2010年1月 - 2月、NHK総合） - 畠山亜里沙 役
- 大切なことはすべて君が教えてくれた（2011年、フジテレビ） - 眞鍋理沙 役
- 四つ葉神社ウラ稼業 失恋保険〜告らせ屋〜 第7話（2011年5月19日、読売テレビ） - 看護師 役

### バラエティ
- LOVE☆ハリケーンIII （2005年、MXTV）
- 日立 世界・ふしぎ発見! （2011年12月24日、TBS）- ミステリーハンター

### 教育番組
- NHK高校講座理科総合B　（2010年4月 - 2013年2月、NHK教育）

### 映画
- 白い船（2002年、ゼアリズエンタープライズ）- 谷川恵 役
- フレフレ少女（2008年10月11日公開、松竹）- 櫻木野球部マネージャー 役
- パラレルワールド・シアター（2019年1月26日公開、Tick Tack Movie）

### 舞台
- 美少女戦士セーラームーン（2001年1月、サンシャイン劇場） -  セレセレ / セーラーセレス 役　※2代目
- 東京メッツ公演 （2003年 - 2004年）
- 赤毛のアン （2003年9月、東京国際フォーラム） -  アン （少女時代） 役
- 美少女戦士セーラームーン （2004年1月 - 2005年1月、サンシャイン劇場 他） -  火野レイ / セーラーマーズ 役　※8代目
- 櫻の園（2007年6月24日 - 7月1日、青山円形劇場） -  藤城千晶 （月組） 役
- CHANCE 2008 （2008年4月25日 - 26日、セシオン杉並ホール）斉藤恵子 （赤組） 役

### CM
- 佐鳴予備校（2004年 - 2005年） 中部地方・関西地方のみ

### インターネットラジオ
- アジアン美少女FILE 15-0（2004年）